# Alianza estratégica (negocios)
Una alianza estratégica es un acuerdo realizado por dos o más partes (previamente constituidas como sociedad o afín) para alcanzar un conjunto de objetivos deseados por cada parte independientemente. Esta forma de cooperación se encuentra entre las fusiones y adquisiciones y el crecimiento orgánico. Las alianzas estratégicas ocurren cuando dos o más organizaciones se unen para conseguir beneficios mutuos. Las alianzas estratégicas se realizan entre dos o más empresas o cualquier tipo de sociedad previamente constituida; a diferencia entre las asociaciones estratégicas que se realizan entre dos o más personas generalmente para abordar nuevos negocios y emprendimientos.
Los socios pueden aportar a la alianza estratégica siempre y cuando aporten con recursos tales como: productos, medios de distribución, procesos de manufactura, recaudación de fondos para proyectos futuros, capital, conocimiento, experiencia, o propiedad intelectual. La alianza es una cooperación o colaboración la cual tiene como objetivo llegar a una sinergia en la cual cada uno de los socios espera que los resultados obtenidos, sean mejores que los resultados alcanzados por sí mismos. Las alianzas casi siempre la transferencia de tecnología, especialización económica, gastos y riesgos compartidos.

## Definiciones y discusiones
Hay muchas maneras de definir una alianza estratégica. Varias de las definiciones que existen, enfatizan el hecho de que los socios no crean una nueva organización. Esto excluye formaciones legales como las empresas conjuntas del campo de las alianzas estratégicas. Otros ven a las empresas conjuntas como posibles manifestaciones de Alianzas estratégicas.

## Objetivos de las alianzas estratégicas
- Flexibilidad
- Adquisición de nuevos clientes
- Aumenta fortalezas, disminuye debilidades
- Acceso a nuevos mercados y tecnologías
- Riesgos compartidos
- RIESGO

~ALIADOS

## Importancia de las alianzas estratégicas
Las alianzas estratégicas se han desarrollado desde una opción a una necesidad en muchos mercados e industrias. La variación en los mercados y requisitos, incrementan la necesidad de hacer una alianza estratégica. Es muy importante tomar en cuenta e integrar la alianza estratégica en la estrategia de negocios que realice la empresa para mejorar los productos y servicios, entrar a nuevos mercados, apalancar nueva tecnología y poder invertir en Research and Development. Hoy en día, las compañías multinacionales tienen diversas alianzas tanto en mercados internos como también sociedades globales, en algunas ocasiones con el competidor, esto puede resultar en un desafío ya que se debe mantener la competitividad y también la protección de los intereses personales de cada organización durante la alianza. Hoy en día, la administración de una alianza se enfoca en el apalancamiento de las diferencias para poder crear algo de valor para el consumidor, encargarse de problemas internos, enfrentarse a los competidores y la toma de riegos, parte que ha sido una preocupación para muchas organizaciones.

## Ciclo de vida de las alianzas estratégicas

### Formación
Formar una alianza estratégica, es un proceso que implica varios pasos importantes mencionados a continuación:
- Formulación de la estrategia:  se examina la posibilidad de crear una alianza estratégica y se examinan los objetivos, posibles problemas, estrategias de obtención de recursos para la producción, tecnología y personal. Es necesario que los objetivos de la empresa y de la empresa aliada, sean compatibles.
- Evaluación de socios: En esta fase, los posibles socios para la alianza son analizados, con el fin de encontrar el adecuado para poder trabajar juntos. Una organización debe conocer las debilidades, las fortalezas de la otra empresa antes de hacer una alianza con la misma. También se debe tomar en cuenta el estilo de administración que tiene la otra organización para poder lograr una compatibilidad.
- Negociaciones: Después de haber elegido al socio ideal para la alianza, prosigue la realización de contratos. Al principio, todas las partes involucradas, discuten sobre sus metas y objetivos para ver si son realistas y factibles. Luego cuando se llega a un acuerdo, se asignan los respectivos roles en la alianza.

### Operación
En esta fase, se hace una estructura interna en la que se dividen las diferentes funciones de la organización. Cuando se está operando, la estrategia se convierte como en una nueva empresa pero con personal de las empresas asociadas que trabajan para lograr los objetivos establecidos y mejorar el desempeño de la alianza la cual requiere una estructura y procesos efectivos pero sobre todo, un buen y fuerte liderazgo. Los presupuestos deben estar unidos al igual que los recursos que utilizan y el desempeño de la alianza debe ser medido y evaluado.

### Fin de la alianza
Hay varias formas en las que una alianza estratégica llega a su final:
- Final Natural: Cuando los objetivos por los cuales se hizo la estrategia, son alcanzados y no se requiere más cooperación del aliado. Un ejemplo de un fin natural de una estrategia, es cuando las empresas Dassault y British Aerospace, se unieron para realizar un modelo de avión de combate y cuando se terminó, la cooperación del aliado ya no fue necesaria.
- Extensión: Después de cumplir el objetivo principal de la alianza, las organizaciones deciden extender la cooperación hacia otros productos o procesos futuros. Un ejemplo es el caso de Renault cuando trabajo en conjunto con Matra al realizar tres exitosas generaciones de la minivan Espace.
- Terminación prematura: En este caso, la alianza estratégica termina antes de que se cumplan los objetivos por la cual se había creado.
- Continuación exclusiva: Si uno de los aliados desea abandonar antes de que se cumpla el objetivo, la otra organización, la otra parte puede decidir si continuará el proyecto por su cuenta.
- Adquisición de socio: Las compañías fuertes, algunas veces se les presenta la oportunidad de hacerse cargo de los socios más pequeños. Si la empresa adquiere otro socio, la alianza con el anterior llega a su fin.

## Más fuentes
- Lunnan, Randi, and Sven A. Haugland. "Predicting and measuring alliance performance: A multidimensional analysis." Strategic Management Journal 29.5 (2008): 545-556.
- Niederkofler, Dr. Martin. "The Evolution of Strategic Alliances." Journal of Business Venturing. 1991, 6.
- Pekár, Peter, and Marc S. Margulis. "Equity alliances take centre stage." Business Strategy Review 14.2 (2003): 50-62.